# 彭公案
《彭公案》，是中国清朝末年的公案小说，作者署名「贪梦道人」。「彭公」指的是清朝康熙年間的循吏彭鵬。作者署名贪梦道人。全书共341回。書中大部份情節實屬虛構，描述了彭公在江湖豪俠的幫助下，如何懲治貪官惡霸、綠林草寇的故事。塑造了李七侯、黄三太、杨香武、欧阳德一批俠義之士的形象。主要情節不是官員斷案，而是江湖恩怨。著名情節有「楊香武盜九龍玉杯」，是京劇中著名的摺子戲。
台灣的台視電視公司(1994年)曾根據此小說改編成電視劇《大審判》，由台灣演員田文仲、蔡佳虹、李興文等人演出。彭鵬由田文仲主演。
台湾（2001年）和中国大陆（2011年）有根据其中欧阳德的情节改编的电视剧《怪侠欧阳德》，分别由小沈阳、郑志伟扮演。